# Kathua (district)
Kathua is een district van het Indiase unieterritorium Jammu en Kasjmir. Het district telt 616.435 inwoners (2011) en heeft een oppervlakte van 2502 km².
In het oosten en het zuiden grenst Kathua respectievelijk aan de Indiase deelstaten Himachal Pradesh en Punjab. In het zuidwesten ligt het district aan de internationale grens met Pakistan.

## Bestuurlijke indeling
Het district Kathua is onderverdeeld in vijf tehsils.
| Tehsil    | Inwoners (2011) |
| --------- | --------------- |
| Bani      | 45.996          |
| Bashohli  | 70.810          |
| Billawar  | 150.882         |
| Hiranagar | 137.798         |
| Kathua    | 210.949         |

Divisie Jammu:
Doda · Jammu · Kathua · Kishtwar · Poonch · Rajouri · Ramban · Reasi · Samba · Udhampur
Divisie Kasjmir:
Anantnag · Badgam · Bandipora · Baramulla · Ganderbal · Kulgam · Kupwara · Pulwama · Shopian · Srinagar